# Oreonectes
Genre
Oreonectes est un genre de poissons téléostéens de la famille des Nemacheilidae et de l'ordre des Cypriniformes. Le genre Octonema E. von Martens, 1868 est un synonyme. Oreonectes est un genre de « loche franche » originaire d'Asie.

## Liste des espèces
Selon FishBase (19 juillet 2015)':
- Oreonectes acridorsalis Lan, 2013[2]
- Oreonectes anophthalmus Zheng, 1981
- Oreonectes barbatus Gan, 2013[2]
- Oreonectes donglanensis Wu, 2013[2]
- Oreonectes duanensis Lan, 2013[2]
- Oreonectes elongatus Tang, Zhao & Zhang, 2012[3]
- Oreonectes furcocaudalis Zhu & Cao, 1987
- Oreonectes guananensis Yang, Wei, Lan & Yang, 2011[4]
- Oreonectes luochengensis Yang, Wu, Wei & Yang, 2011
- Oreonectes macrolepis Huang, Du, Chen & Yang, 2009
- Oreonectes microphthalmus Du, Chen & Yang, 2008
- Oreonectes platycephalus Günther, 1868
- Oreonectes polystigmus Du, Chen & Yang, 2008
- Oreonectes retrodorsalis Lan, Yang & Chen, 1995
- Oreonectes translucens Zhang, Zhao & Zhang, 2006